# Carl Ziese (Ingenieur)

Carl Ziese, um 1900

Carl Heinrich Ziese (* 2. Juli 1848 in Moskau; † 15. Dezember 1917 in Elbing) war ein deutscher Maschinenbauingenieur und Unternehmer in der Schiffbauindustrie. Er war Inhaber der Schichau-Werken in Elbing, Danzig und Pillau.

## Leben
Der Vater von Carl Ziese entstammte einer alteingesessenen Familie des Bezirkes Angeln im Herzogtum Schleswig und besaß eine Maschinenfabrik in Moskau. Dort wurde Ziese geboren. Der Vater verstarb an den Folgen eines Betriebsunfalls, als Ziese zehn Jahre alt war. Die Mutter verkaufte die Fabrik, kehrte mit ihren fünf Kindern nach Deutschland zurück und zog nach Kiel. Ziese wurde an einer Kieler Privatschule unterrichtet. Nach der Schulausbildung absolvierte Ziese eine Lehre bei der Maschinenbauanstalt und Eisengießerei Schweffel & Howaldt in Kiel. Bei John Elder & Co. in Glasgow wurde er in den Entwicklungsprozess der Compound-Dampfmaschine einbezogen; diese Konstruktion beschäftigte ihn auch später noch intensiv. Seinen Wehrdienst leistete er bei der Preußischen Marine ab. 
Im Jahre 1871 begann Ziese sein Studium an der Gewerbeakademie Berlin. Er gehörte damit zu der Studentengeneration, die zwischen den Jahren 1861 (Übersiedlung der Schiffbauschule von Stettin nach Berlin) und 1879 (Vereinigung der Gewerbeakademie mit der Bauakademie zur Technischen Hochschule Charlottenburg) studierte. Die nächste Schiffbau-Studentengeneration dieser renommierten Ausbildungsstätte gründete 1878 die Schiffbauervereinigung Latte. Nach dem Studium ging er als Konstrukteur zu Ferdinand Schichau, der außer seiner 1837 in Elbing gegründeten Maschinenwerkstatt inzwischen eine Eisengießerei, Kesselschmiede, Lokomotivfabrik und Schiffswerft betrieb und rund 1250 Menschen beschäftigte. Im Jahre 1876 heiratete Ziese Schichaus Tochter Elisabeth (1854–1919). Er wurde in das Unternehmen aufgenommen und entfaltete eine starke Expansion, die zu vielen Aufträgen, sogar aus China, führte. Nach dem Tod seines Schwiegervaters 1896 führte er das Unternehmen weiter. Unter seiner Leitung wurden die Schichau-Werke in der Kaiserzeit zum größten Industrieunternehmen Ostdeutschlands.
Weltweit führend im Bau von Torpedobooten, wurde für das Unternehmen der Standort Elbing zu klein, das Fahrwasser zur Ostsee zu flach. Daher baute Ziese eine Großwerft in Danzig (als Zweigwerft von Elbing). Im Jahre 1885 waren rund 2000 Menschen beschäftigt, 1891 fast doppelt so viele. Das Areal hatte sich von 6 auf 54 Hektar vergrößert und wurde bis 1914 nochmals verdoppelt. Zuese spendete 1898 der Schiffbauervereinigung Latte 3000 Mark. Auf der Danziger Werft wurden große Frachtschiffe, sehr große Fahrgastschiffe und bedeutende Kriegsschiffe gebaut. Die Columbus – bei Kiellegung noch Hindenburg genannt – erhielt eine der größten jemals gebauten Dampfmaschinen.
Neben Pionierarbeiten und Verbesserungen an den Verbund-Dampfmaschinen wurden ab 1907 Dampfturbinen gebaut. Die Verbindung von Maschinenbau und Schiffbau, gut ausgebildeten Facharbeitern und Ingenieuren galten als wesentliche Faktoren für den Erfolg des bis 1945 existierenden Unternehmens. 
Als Lebenslanges Mitglied war er für die Schichau-Werke in der Schiffbautechnischen Gesellschaft vertreten.
Ziese war Mitglied im Verein Deutscher Ingenieure (VDI). Dieser zeichnete ihn im Jahr 1910 mit der Grashof-Denkmünze aus.
Ziese starb während des Ersten Weltkriegs im Dezember 1917 nach kurzer Krankheit. Nach dem Tod seiner Witwe im Jahr 1919 ging das Unternehmen auf den Schwiegersohn, den Ingenieur Carl Fridolf Carlson über.